# Dryopteris cognata
Dryopteris cognata är en träjonväxtart som först beskrevs av Presl, och fick sitt nu gällande namn av O. Kze. Dryopteris cognata ingår i släktet Dryopteris och familjen Dryopteridaceae. Inga underarter finns listade.